# ريشارد أوبرماير
ريشارد أوبرماير Richard Obermayr (ولد في 22 أغسطس 1970 في ريد Ried) هو كاتب نمساوي.
درس في فيينا ونشر كتاباته الأدبية في العديد من الصحف. واشترك في عام 1996 في مسابقة إنجيبورج باخمان في كلاجنفورت. صدرت روايته الأولى في عام 1998. ويعيش في فيينا. وهو عضو في تجمع ادباء جراتس. حصل على منحة دراسية من مؤسسة أدالبرت شتيفتر وكذلك منحة دراسية من مؤسسة هيرمان لينتس في عام 2000، وكذلك منحة روبرت موزيل الدراسية لأربع سنوات من عام 2002 إلى 2005.

## من أعماله
- السماء المزيفة 1998